# 关塔那摩

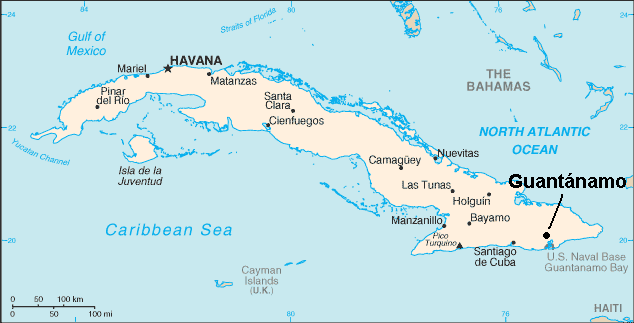
关塔那摩在古巴的位置

关塔那摩（Guantánamo）是古巴东南部的一个城市，建於1819年，为关塔那摩省的省会。关塔那摩人口约为208,000人（1995年數據），大多数人靠糖业为生。
在离城市15公里处的关塔那摩湾，坐落着面积为117.6平方公里的美国海军基地。